# Economia da Eslovénia
A Economia de Eslovénia é, atualmente, a 75ª maior do mundo se considerarmos seu Produto Interno Bruto nominal, estimado em 49 mil milhões de dólares. A separação da Iugoslávia gerou uma crise econômica, superada pela passagem da economia planificada para a de mercado. No entanto, com a Crise Económica Mundial iniciada em 2008, que começou a atingir o país em 2009 através da Crise da dívida pública da Zona Euro o PIB tem diminuído e o desemprego aumentado, a Eslovénia tem adotado medidas de austeridade e pode vir a precisar de um empréstimo.